# Cátedra Unesco
Las cátedras UNESCO son el resultado de una iniciativa de la Organización de las Naciones Unidas para la Educación, la Ciencia y la Cultura (en inglés United Nations Educational, Scientific and Cultural Organization - UNESCO) de la organización de las Naciones Unidas que tiene por objetivo avanzar y mejorar el desarrollo de la investigación, capacitación y programas de desarrollo de la educación superior por medio de la construcción de redes universitarias y del fomento a la cooperación interuniversitaria por medio de la transferencia del conocimiento a través de las fronteras.
Esta iniciativa ha sido aprobada en 1992 por la Asamblea General de la UNESCO en su 26.ª sesión (1991) que estableció el Programa UNITWIN para la realización en el mundo de las cátedras UNESCO y las redes UNITWIN. En 2024, se cuentan con 950 Cátedras UNESCO y 45 Redes UNITWIN.